# 四叶四门孔虫
四叶四门孔虫（学名：Tetrapyle quadriloba）为门孔虫科四门孔虫属的动物。分布于大西洋、太平洋、印度洋，包括东海、南海等海域。